# آرتور هراری
آرتور هراری (فرانسوی: Arthur Harari‎؛ زادهٔ ۱۹۸۱ در پاریس) کارگردان، فیلمنامه‌نویس و بازیگر فرانسوی است.

## حرفه
هراری پس از سه فیلم کوتاه و یک فیلم نیمه‌بلند، نخستین فیلم بلند خود یعنی گنجاندن تاریکی را کارگردانی کرد که فیلمی در ژانر سرقت و درام انتقامی خانوادگی دربارهٔ دلالان الماس در آنتورپ بود.
دومین فیلم بلند او با نام اوندا: ۱۰٬۰۰۰ شب در جنگل به‌عنوان فیلم افتتاحیه در بخش نوعی نگاه در جشنواره فیلم کن ۲۰۲۱ برگزیده شد. هراری به همراه نویسنده همکارش ونسان پویمیرو، جایزه سزار را برای بهترین فیلمنامه اصلی در فوریه ۲۰۲۲ دریافت کرد.

## زندگی شخصی
آرتور هراری نوه کلمان هراری بازیگر مصری-فرانسوی است. برادرش، تام، فیلمبردار است. دیگر برادر او، لوکاس، رمان‌نویس گرافیکی است.
ژوستین تریه کارگردان و فیلم‌نامه‌نویس شریک زندگی هراری است و دو فرزند دارند. هراری فیلمنامه‌های فیلم‌های تریه، پیشگو (۲۰۱۹) و آناتومی یک سقوط (۲۰۲۳) را نوشت که دومی در جشنواره فیلم کن ۲۰۲۳ جایزه نخل طلا را دریافت کرد.

## گفت‌وگو با مجله فیلم امروز
آرتور هراری در گفت‌وگوی اختصاصی با مجله فیلم امروز، درخصوص سینمای ایران گفت که پس از دیدن فیلم طعم گیلاس ساخته عباس کیارستمی، سخت شیفته آن شده‌است و فیلم متری شیش و نیم (سعید روستایی)، او را بسیار تحت تأثیر قرار داده‌است. او همچنین به فیلم جدایی نادر از سیمین (اصغر فرهادی) و برخی از فیلم‌های محسن مخملباف و چند کارگردان دیگر ایرانی نیز ابراز علاقمندی کرد.

## فیلم‌شناسی

### به‌عنوان فیلمساز
| سال  | نام                      | توضیح                   |
| ---- | ------------------------ | ----------------------- |
| ۲۰۱۵ | گنجاندن تاریکی           | کارگردان و فیلمنامه‌نویس |
| ۲۰۱۶ | ماندوپرا                 | فیلمنامه‌نویس            |
| ۲۰۱۹ | پیشگو                    | فیلمنامه‌نویس            |
| ۲۰۲۱ | اوندا: ۱۰٬۰۰۰ شب در جنگل | کارگردان و فیلمنامه‌نویس |
| ۲۰۲۳ | آناتومی یک سقوط          | فیلمنامه‌نویس            |

### به‌عنوان بازیگر (گزیده)
| سال  | نام              | کارگردان      |
| ---- | ---------------- | ------------- |
| ۲۰۱۳ | عصر وحشت         | ژوستین تریه   |
| ۲۰۱۶ | ویکتوریا         | ژوستین تریه   |
| ۲۰۱۷ | شیر امشب مرده‌است | نوبوهیرو سووا |
| ۲۰۱۹ | پیشگو            | ژوستین تریه   |
| ۲۰۲۳ | محاکمه گلدمن     | سیدریک کان    |
| ۲۰۲۳ | آناتومی یک سقوط  | ژوستین تریه   |